# Mamenchisaurus
Mamenchisaurus (/mɑːˈmʌntʃiˈsɔːrəs/ mah-MUN-chi-SAWR-əs, Lưu trữ ngày 28 tháng 9 năm 2007 tại Wayback Machine hay /məˌmɛntʃiˈsɔːrəs/) là một chi khủng long Sauropoda nổi bật với cái cổ dài, dài hơn nửa chiều dài cơ thể. Hầu hết các loài sống từ 160 đến 145 triệu năm trước, thuộc giai đoạn Oxford đến Tithonus, cuối kỷ Jura, và loài lớn nhất đạt chiều dài 35 m (115 ft) và có thể nặng từ 50 đến 75 tấn. Mamenchisaurus là loài động vật ăn thực vật lớn nhất trong môi trường sống của nó với các loài khủng long khác cùng thời như Omeisaurus, Chialingosaurus, Tuojiangosaurus, Chungkingosaurus cũng như kẻ thù nguy hiểm nhất của chúng là Yangchuanosaurus. Nó được Young mô tả khoa học năm 1954.

## Phát hiện

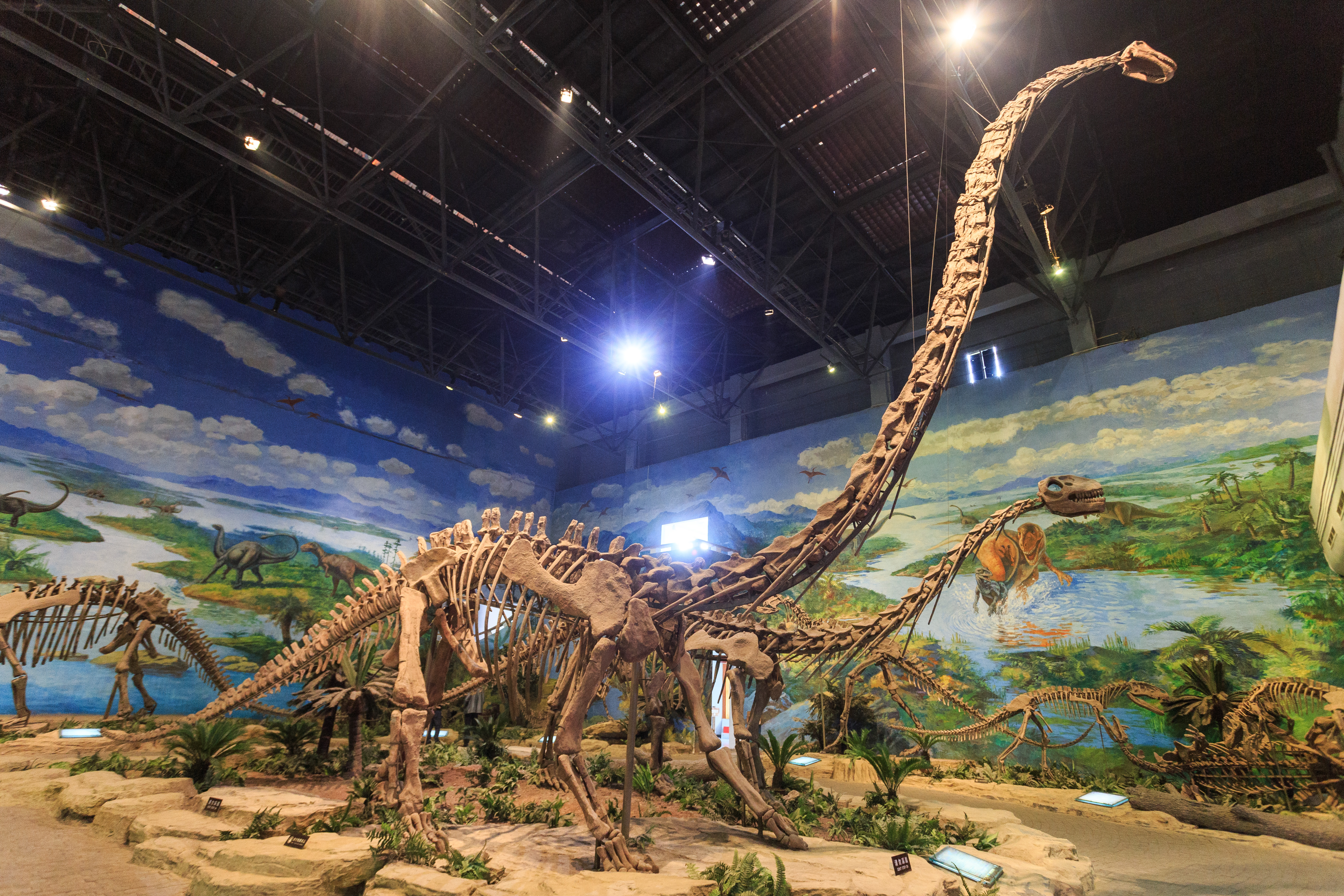
Khung xương phục dựng M. youngi tại Bảo tàng Tự Cống, Trung Quốc

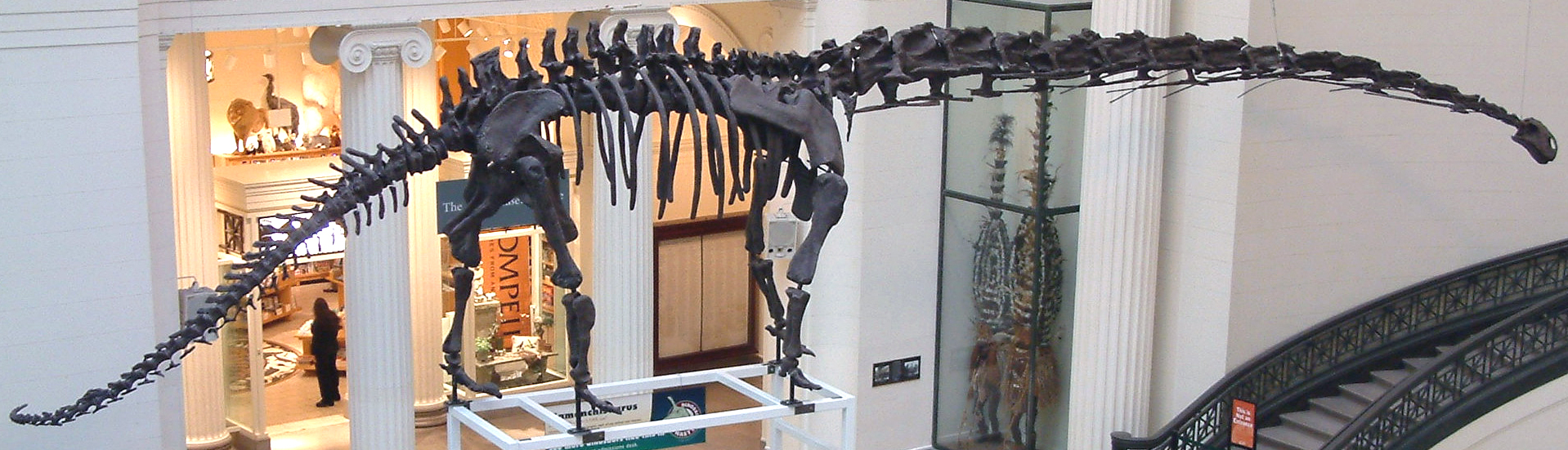
Khung xương phục dựng M. hochuanensis tại Bảo tàng Lịch sử Tự nhiên Field, Hoa Kỳ

Hóa thạch của Mamenchisaurus lần đầu tiên được phát hiện vào năm 1952 trên địa điểm xây dựng của đường cao tốc Yitang tại khu vực Nghị Binh thuộc tỉnh Tứ Xuyên, Trung Quốc bởi giáo sư Dương Trung Kiến. Sau đó, một phần hóa thạch của bộ xương được nghiên cứu và được đặt tên là Mamenchisaurus constructus vào năm 1954 bởi chính vị giáo sư trên. Mẫu vật có một cổ không đầy đủ với 14 xương sống được bảo quản và không có gì trong số này hoàn chỉnh. M. constructus đã được ước tính có chiều dài khoảng 13–15 m (43–49 ft).  
Năm 1972, một loài thứ hai đã được mô tả, tên là Mamenchisaurus hochuanensis, có cổ dài tới 9,3 m (31 ft). Loài này có cổ được bảo quản hoàn toàn, trong đó có 19 đốt sống. Đây là cái cổ dài nhất được biết tới cho đến khi mô tả của Supersaurus, dựa trên một đốt sống cổ duy nhất là BYU 9024, với chiều dài cổ dài hơn được ước tính khoảng 14 m (46 ft). Một loài sauropoda khác có cổ dài hơn M. hochuanensis là Sauroposeidon đã được phát hiện vào năm 1994. Dựa trên nguyên mẫu của Sauroposeidon, chỉ giữ được 4 đốt sống cổ, cổ của nó được ước tính dài từ 11.25–12 m (36.9-39.4 ft). 
Năm 1993, M. sinocanadorum được mô tả, bao gồm các mảnh xương sọ và bốn đốt sống cổ tử cung đầu tiên. Loài này có xương sườn cổ tử cung dài nhất trong bất kỳ loài khủng long sauropoda nào đã được mô tả, có kích thước 4,1 m (13,5 ft). Nó dài hơn xương sườn cổ tử cung dài nhất của Sauroposeidon, có kích thước 3.42 m (11.2 ft). Bổ sung về loài còn lại được cho là thuộc về loài này, nhưng chưa được mô tả chính thức, thuộc về một trong những con khủng long lớn nhất được biết đến - bộ xương phục dựng dài tới 35 m (115 ft) với cái cổ có độ dài gần 17 m (56 ft). 
Năm 2001, một mẫu M. hochuanensis khác đã được mô tả. Nó có hộp sọ, vai ngực và xương chân được bảo quản, tất cả đều bị mất tích trong bản nguyên mẫu. Nó cũng được tìm thấy với bốn đốt sống đuôi hợp nhất, mở rộng nếp gấp thần kinh và gai thần kinh cao hơn, nằm ở đầu đuôi. Người ta cho rằng đây có thể là vũ khí, chẳng hạn như roi đuôi hoặc cơ quan cảm giác. Những con sauropod khác của Trung Quốc, Shunosaurus và Omeisaurus cũng được biết là có những cái đuôi dùng để tự vệ nhưng chúng khác nhau về hình dạng so với của M. hochuanensis.

## Đặt tên
Mamenchisaurus có nghĩa là "Thằn lằn suối Mã Môn", từ Hán ngữ Trung Quốc là mǎ (马 'ngựa') và 门 'gate', trong khi chi là một phiên âm của xī (溪 'stream' hoặc 'brook'), kết hợp với hậu tố - Saurus (từ tiếng Hy Lạp sauros có nghĩa là 'thằn lằn').
Nó được dùng để đặt tên cho loài bò sát này sau khi phát hiện thấy hóa thạch của nó ở một công trình xây dựng bên cạnh Phà Mǎmíngxī (马鸣 溪) qua sông Jinsha (金沙江, dòng nước đầu nguồn phía tây sông Dương Tử), gần Yibin (宜宾) tại tỉnh Tứ Xuyên của Trung Quốc. Tuy nhiên, do sự pha trộn, tên địa điểm Mǎmíng xī (马鸣 溪 'ngựa vằn') đã bị nhầm lẫn là Mǎmén xī (马 门 溪 'ngựa ngựa'). Thực tế là hóa thạch Mamenchisaurus đầu tiên được tìm thấy là kết quả của công tác xây dựng đã dẫn đến việc Young đặt tên loài như Mamenchisaurus constructus.

## Đặc điểm sinh học

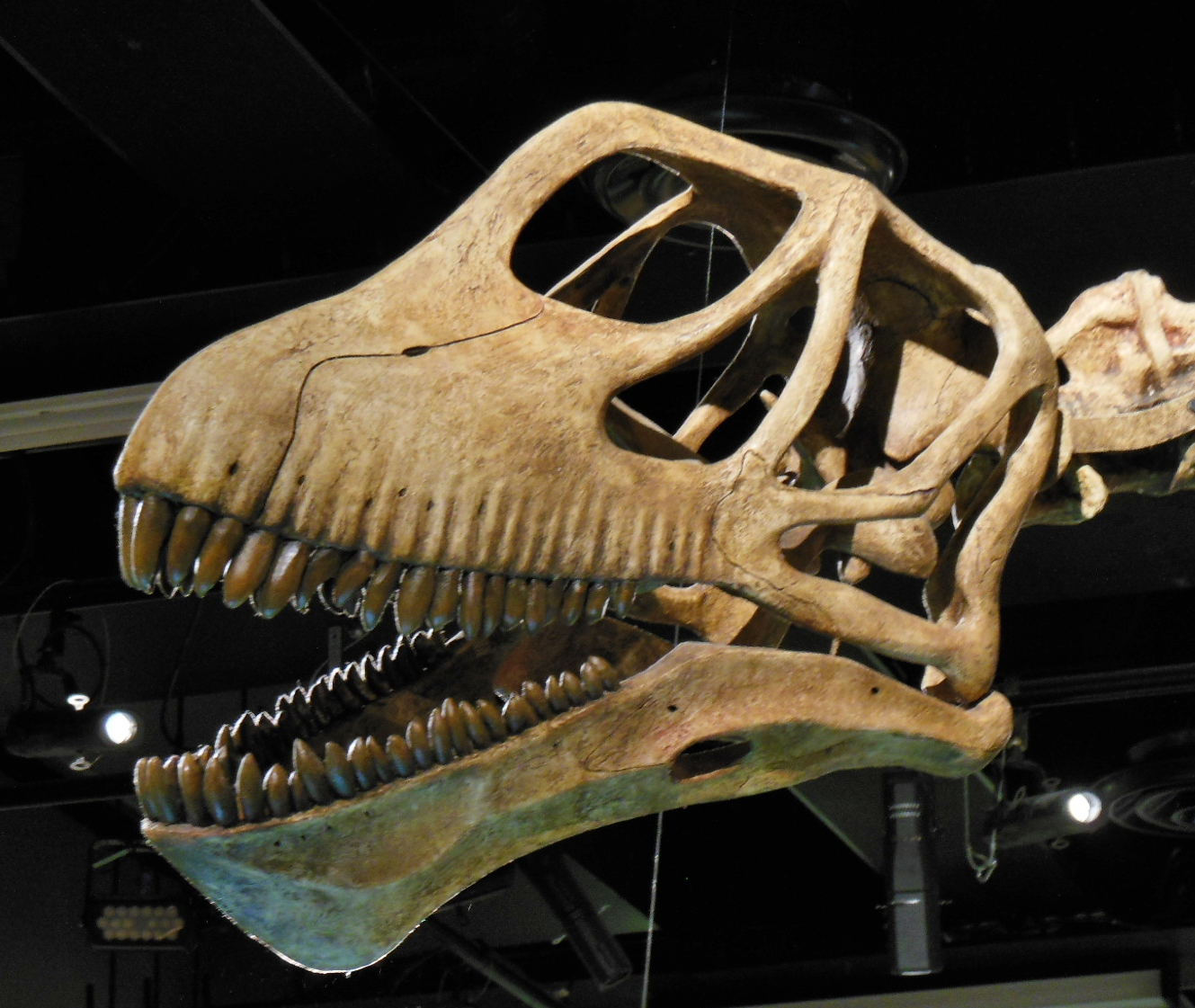
Sọ của khủng long Mamenchisaurus

Chiếc cổ dài là đặc điểm nhận dạng đặc biệt của khủng long Mamenchisaurus do chúng có cổ dài bằng hai phần ba đến một nửa chiều dài cơ thể. Cổ khủng long Mamenchisaurus do 19 đốt sống cổ hợp thành, trong đó đốt dài nhất có kích thước hơn 2 mét. Các đốt xương được liên kết cứng với nhau, bởi vậy cổ chúng không linh hoạt, cử động chậm chạp và khó khăn. Theo sự suy đoán của các nhà khoa học, cơ cổ của loài khủng long này tương đối phát triển, nếu không sẽ không thể nâng đỡ nổi chiếc cổ dài như thế. Cái cổ siêu dài giúp Mamenchisaurus vươn đầu vào giữa những tán cây rậm rạp để ăn cây bụi tầng thấp trong rừng cây thân gỗ nhưng đồng thời cũng gây bất lợi cho chúng, nhất là khi di chuyển trong rừng cây và cử động cổ. Các đốt sống rất mỏng và nhẹ, hình thành từ các thanh và tấm xương mảnh, khá giống với nhóm diplodocid tiến hóa sau. Tuy nhiên, sọ ngắn và sâu của nó cho thấy chi khủng long này thuộc nhóm euhelopid nguyên thủy hơn,mặc dù sở hữu chiếc cổ dài như thế nhưng Mamenchisaurus có hộp sọ dài vỏn vẹn từ dưới 60cm

## Các loài

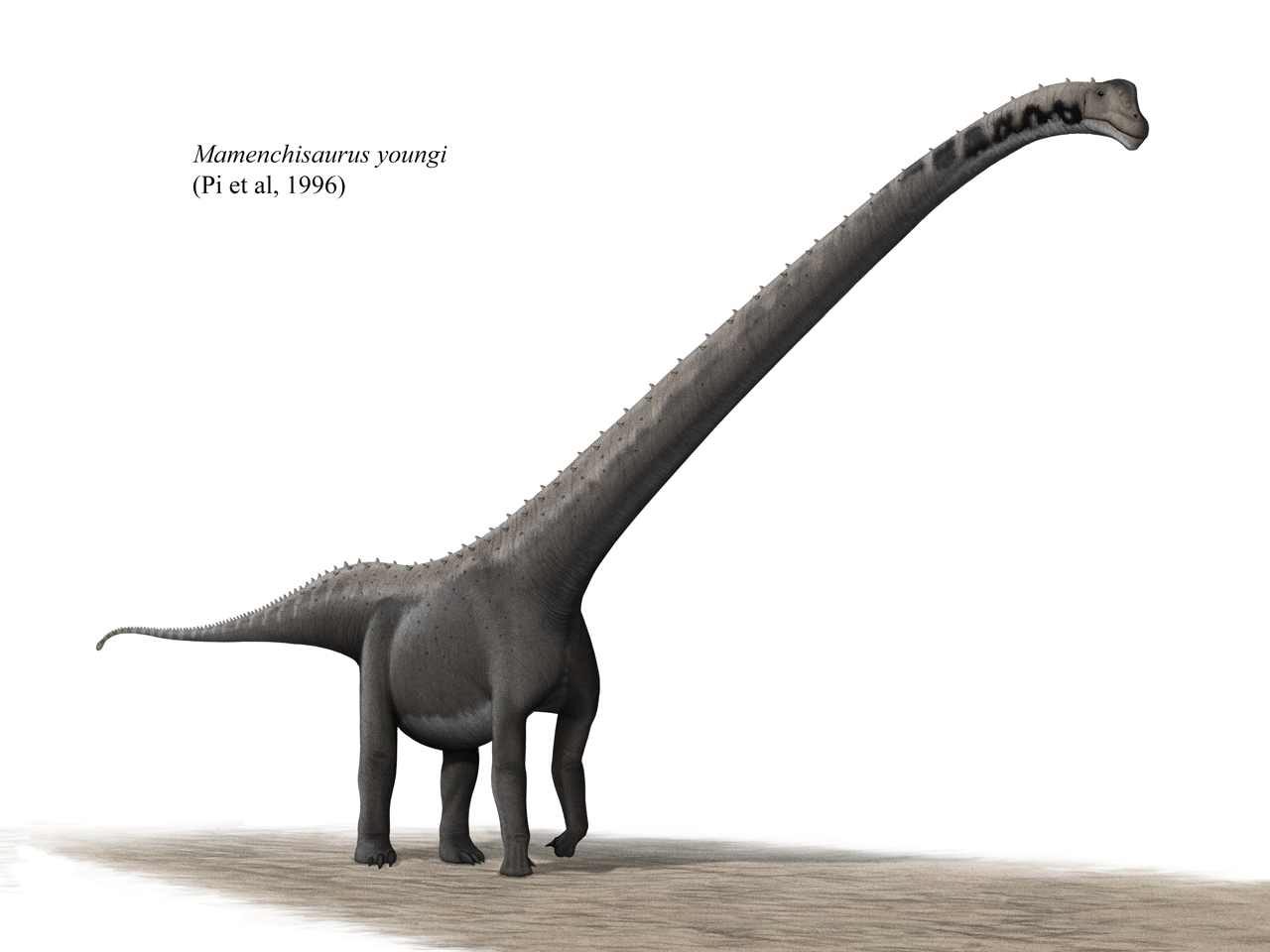
Hình ảnh phục chế của M. youngi

So sánh kích thước của M. constructus, M. youngi, M. hochuanensis và M. sinocanadorum với con người

- M. anyuensis, được đặt tên năm 1996. Loài này dài khoảng 21 m (69 ft) và được biết đến từ cả hệ tầng Suining và Penglaizhen[13], có thể nặng từ 50 đến 75 tấn.
- M. constructus, được đặt tên năm 1954. Đây là loài dùng làm nguyên mẫu, được phục dựng bằng một bộ xương dài 13 m (43 ft), được biết đến từ hệ tầng Hantong.
- M. hochuanensis, được đặt tên năm 1972. Loài này được biết đến từ hệ tầng Shaximiao, chiều dài ước tính khoảng 22 m (72 ft) và có thể nặng từ 50 đến 75 tấn[7].
- M. jingyanensis, được đặt tên năm 1998. Loài này được biết đến từ hệ tầng Shaximiao và được ước tính dài từ 20–26 m (66–85 ft), có thể nặng từ 50 đến 75 tấn[14].
- M. sinocanadorum, được đặt tên năm 1993. Nó được tìm thấy với một phần sọ và bốn đốt sống cổ tử cung. Được biết đến từ phần trên của hệ tầng Shishugou, nó có thể là một trong những mẫu vật khủng long lớn nhất được biết đến, với chiều dài lên đến 35 m (115 ft)[4][15].
- M. youngi, được đặt tên năm 1996[16]. Nó được khai quật ở thành phố Tự Cống thuộc tỉnh Tứ Xuyên, Trung Quốc vào năm 1989[17]. Loài này được đặt tên nhằm vinh danh giáo sư Dương Trung Kiến. Đó là một mẫu vật hoàn chỉnh và khớp nối bảo toàn tất cả các đốt sống từ đầu cho đến đốt sống đuôi thứ 8. Nó có 18 đốt sống cổ. Với chiều dài 16 m (52 ft) cùng cái cổ dài 6,5 m (21 ft), loài này tương đối nhỏ so với nhiều loài Mamenchisaurus khác.

## Phân loại

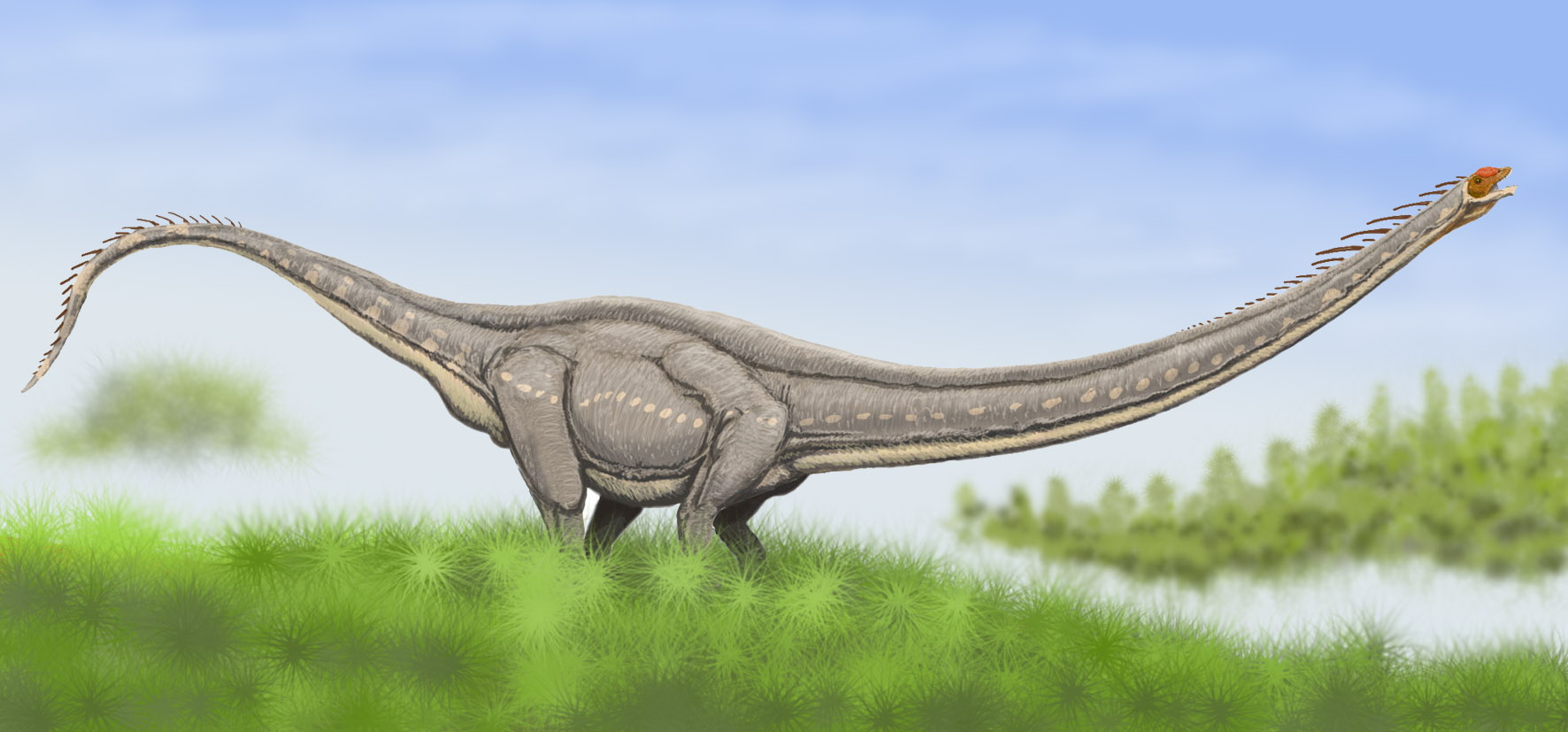
Hình ảnh phục chế của M. hochuanensis

Cây phát sinh chủng loài bên dưới cho thấy vị trí phát sinh chủng loài của Mamenchisaurus:

|  | Lessemsaurus |
|  |              |
|  | Antetonitrus |
|  |              |

|         | Shunosaurus                                                  |
|         |                                                              |
|         | Patagosaurus                                                 |
|         |                                                              |
|         | Omeisaurus                                                   |
|         |                                                              |
|         | Mamenchisaurus                                               |
|         |                                                              |
|         | Barapasaurus                                                 |
|         |                                                              |
| unnamed | \| \| Cetiosaurus \| \| \| \| \| \| Neosauropoda \| \| \| \| |
|         | \| \| Cetiosaurus \| \| \| \| \| \| Neosauropoda \| \| \| \| |
|         | Cetiosaurus                                                  |
|         |                                                              |
|         | Neosauropoda                                                 |
|         |                                                              |

|  | Cetiosaurus  |
|  |              |
|  | Neosauropoda |
|  |              |

|         | Shunosaurus                                                  |
|         |                                                              |
|         | Patagosaurus                                                 |
|         |                                                              |
|         | Omeisaurus                                                   |
|         |                                                              |
|         | Mamenchisaurus                                               |
|         |                                                              |
|         | Barapasaurus                                                 |
|         |                                                              |
| unnamed | \| \| Cetiosaurus \| \| \| \| \| \| Neosauropoda \| \| \| \| |
|         | \| \| Cetiosaurus \| \| \| \| \| \| Neosauropoda \| \| \| \| |
|         | Cetiosaurus                                                  |
|         |                                                              |
|         | Neosauropoda                                                 |
|         |                                                              |

|  | Cetiosaurus  |
|  |              |
|  | Neosauropoda |
|  |              |

|         | Shunosaurus                                                  |
|         |                                                              |
|         | Patagosaurus                                                 |
|         |                                                              |
|         | Omeisaurus                                                   |
|         |                                                              |
|         | Mamenchisaurus                                               |
|         |                                                              |
|         | Barapasaurus                                                 |
|         |                                                              |
| unnamed | \| \| Cetiosaurus \| \| \| \| \| \| Neosauropoda \| \| \| \| |
|         | \| \| Cetiosaurus \| \| \| \| \| \| Neosauropoda \| \| \| \| |
|         | Cetiosaurus                                                  |
|         |                                                              |
|         | Neosauropoda                                                 |
|         |                                                              |

|  | Cetiosaurus  |
|  |              |
|  | Neosauropoda |
|  |              |

|         | Shunosaurus                                                  |
|         |                                                              |
|         | Patagosaurus                                                 |
|         |                                                              |
|         | Omeisaurus                                                   |
|         |                                                              |
|         | Mamenchisaurus                                               |
|         |                                                              |
|         | Barapasaurus                                                 |
|         |                                                              |
| unnamed | \| \| Cetiosaurus \| \| \| \| \| \| Neosauropoda \| \| \| \| |
|         | \| \| Cetiosaurus \| \| \| \| \| \| Neosauropoda \| \| \| \| |
|         | Cetiosaurus                                                  |
|         |                                                              |
|         | Neosauropoda                                                 |
|         |                                                              |

|  | Cetiosaurus  |
|  |              |
|  | Neosauropoda |
|  |              |

|  | Lessemsaurus |
|  |              |
|  | Antetonitrus |
|  |              |

|         | Shunosaurus                                                  |
|         |                                                              |
|         | Patagosaurus                                                 |
|         |                                                              |
|         | Omeisaurus                                                   |
|         |                                                              |
|         | Mamenchisaurus                                               |
|         |                                                              |
|         | Barapasaurus                                                 |
|         |                                                              |
| unnamed | \| \| Cetiosaurus \| \| \| \| \| \| Neosauropoda \| \| \| \| |
|         | \| \| Cetiosaurus \| \| \| \| \| \| Neosauropoda \| \| \| \| |
|         | Cetiosaurus                                                  |
|         |                                                              |
|         | Neosauropoda                                                 |
|         |                                                              |

|  | Cetiosaurus  |
|  |              |
|  | Neosauropoda |
|  |              |

|         | Shunosaurus                                                  |
|         |                                                              |
|         | Patagosaurus                                                 |
|         |                                                              |
|         | Omeisaurus                                                   |
|         |                                                              |
|         | Mamenchisaurus                                               |
|         |                                                              |
|         | Barapasaurus                                                 |
|         |                                                              |
| unnamed | \| \| Cetiosaurus \| \| \| \| \| \| Neosauropoda \| \| \| \| |
|         | \| \| Cetiosaurus \| \| \| \| \| \| Neosauropoda \| \| \| \| |
|         | Cetiosaurus                                                  |
|         |                                                              |
|         | Neosauropoda                                                 |
|         |                                                              |

|  | Cetiosaurus  |
|  |              |
|  | Neosauropoda |
|  |              |

|         | Shunosaurus                                                  |
|         |                                                              |
|         | Patagosaurus                                                 |
|         |                                                              |
|         | Omeisaurus                                                   |
|         |                                                              |
|         | Mamenchisaurus                                               |
|         |                                                              |
|         | Barapasaurus                                                 |
|         |                                                              |
| unnamed | \| \| Cetiosaurus \| \| \| \| \| \| Neosauropoda \| \| \| \| |
|         | \| \| Cetiosaurus \| \| \| \| \| \| Neosauropoda \| \| \| \| |
|         | Cetiosaurus                                                  |
|         |                                                              |
|         | Neosauropoda                                                 |
|         |                                                              |

|  | Cetiosaurus  |
|  |              |
|  | Neosauropoda |
|  |              |

|         | Shunosaurus                                                  |
|         |                                                              |
|         | Patagosaurus                                                 |
|         |                                                              |
|         | Omeisaurus                                                   |
|         |                                                              |
|         | Mamenchisaurus                                               |
|         |                                                              |
|         | Barapasaurus                                                 |
|         |                                                              |
| unnamed | \| \| Cetiosaurus \| \| \| \| \| \| Neosauropoda \| \| \| \| |
|         | \| \| Cetiosaurus \| \| \| \| \| \| Neosauropoda \| \| \| \| |
|         | Cetiosaurus                                                  |
|         |                                                              |
|         | Neosauropoda                                                 |
|         |                                                              |

|  | Cetiosaurus  |
|  |              |
|  | Neosauropoda |
|  |              |